# Arc-Wattripont
Arc-Wattripont is een voormalige gemeente in de Belgische provincie Henegouwen, en een deel van de Waalse gemeente Frasnes-lez-Anvaing.
De gemeente Arc-Wattripont ontstond in 1971 na de fusie van de dorpen Arc-Ainières en Wattripont. Op dat moment telde de nieuwe gemeente 949 inwoners. Bij de gemeentelijke herindeling van 1977 werd de gemeente reeds opgeheven en toegevoegd aan de gemeente Frasnes-lez-Anvaing. Het bevolkingsaantal was intussen gestegen tot 992 inwoners.

## Demografische ontwikkeling
- Bronnen:NIS, Opm:1831 tot en met 1970=volkstellingen